# Kamloops-South Thompson (circonscription britanno-colombienne)
Pour les articles homonymes, voir Kamloops (homonymie) et Thompson.
Circonscription électorale provinciale du Canada
Kamloops-South Thompson est une circonscription provinciale de la Colombie-Britannique représentée à l'Assemblée législative de la Colombie-Britannique de 2009 à 2024.

## Géographie
En 2020, la circonscription représente la ville de Kamloops, ainsi que les communautés de Savona (en), Westwold (en), Monte Lake (en), Monte Creek, Pritchard (en) et Chase.

## Liste des députés
| Législature                                               | Années                                                    | Député                                                    | Député                                                    | Parti                                                     |
| Kamloops-South Thompson Circonscription issue de Kamloops | Kamloops-South Thompson Circonscription issue de Kamloops | Kamloops-South Thompson Circonscription issue de Kamloops | Kamloops-South Thompson Circonscription issue de Kamloops | Kamloops-South Thompson Circonscription issue de Kamloops |
| --------------------------------------------------------- | --------------------------------------------------------- | --------------------------------------------------------- | --------------------------------------------------------- | --------------------------------------------------------- |
| 39e                                                       | 2009–2013                                                 |                                                           | Kevin Krueger (en)                                        | Libéral                                                   |
| 40e                                                       | 2013–2017                                                 |                                                           | Todd Stone (en)                                           | Libéral                                                   |
| 41e                                                       | 2017–2020                                                 |                                                           | Todd Stone (en)                                           | Libéral                                                   |
| 42e                                                       | 2020–2023                                                 |                                                           | Todd Stone (en)                                           | Libéral                                                   |
| 42e                                                       | 2023-2024                                                 |                                                           | Todd Stone (en)                                           | United                                                    |